# Pulicherla
Pulicherla là một trong 66 mandal thuộc huyện Chittoor, bang Andhra Pradesh. The mandal is bounded by Chinnagottigallu, Chandragiri, Rompicherla, Pakala, Pileru, Sodam and Irala mandals.